# Балахониха (селище)
Балахониха (рос. Балахониха) — селище в Арзамаському районі Нижньогородської області Російської Федерації.
Населення становить 773 особи. Входить до складу муніципального утворення Балахонихинська сільрада.

## Історія
Від 2009 року входить до складу муніципального утворення Балахонихинська сільрада.

## Населення
| 1999 | 2002 | 2010 |
| ---- | ---- | ---- |
| 917  | ↘822 | ↘773 |